# Nils Poppe

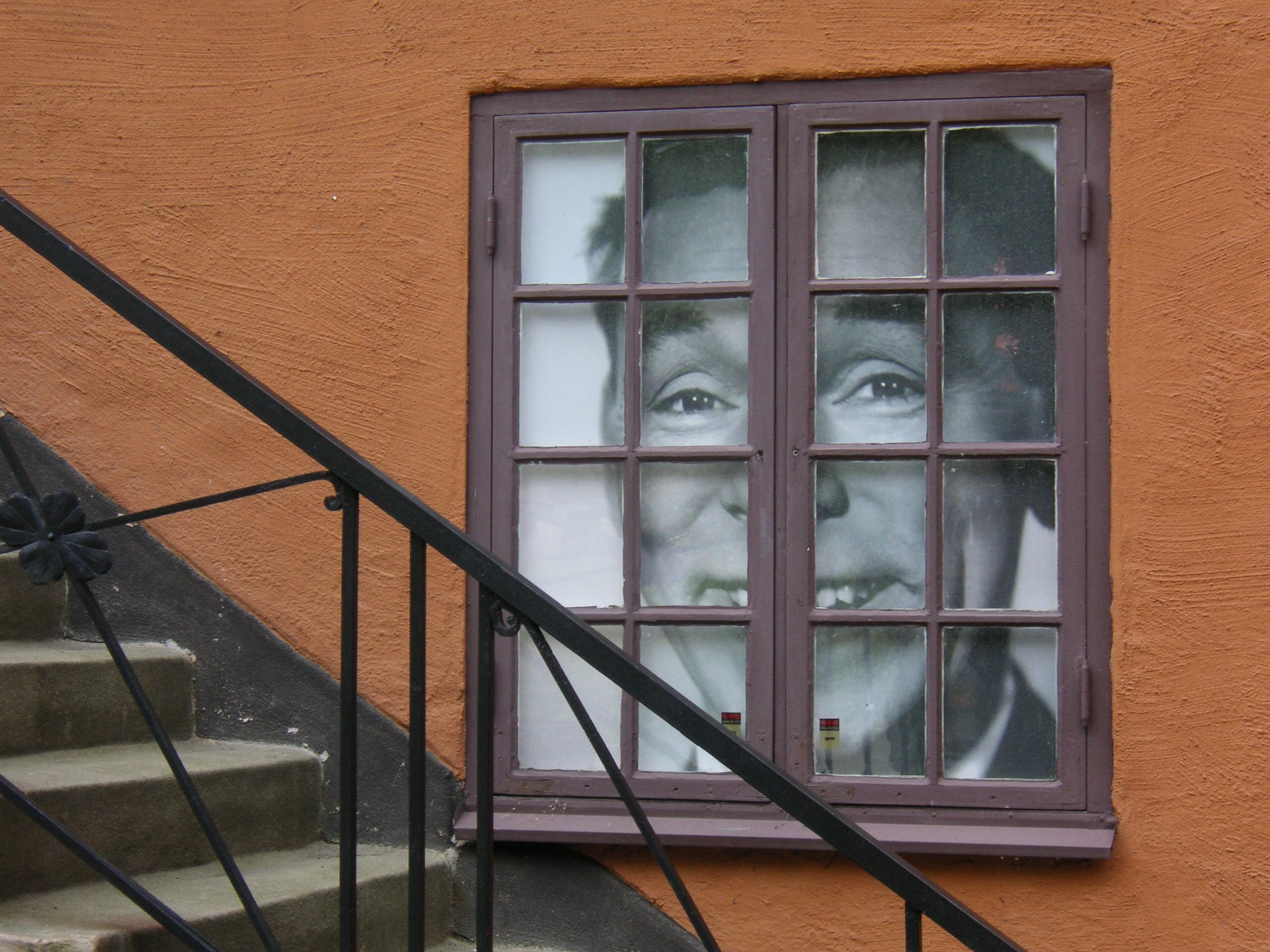
Nils Poppe in der Filmstaden.

Nils Poppe (* 31. Mai 1908 in Malmö-Möllevången; † 28. Juni 2000 in Helsingborg) war ein schwedischer Schauspieler, Regisseur und Theaterdirektor. Er hat sich hauptsächlich mit seinen volkstümlichen schwedischen Komödien im Film und auf der Bühne einen Namen gemacht.

## Biografie
Sein ursprünglicher Name war Nils Einar Jönsson, den er von seinen Pflegeeltern Anders und Amanda Jönsson bekommen hatte. Den Künstlernamen „Poppe“ gab ihm Oscar Winge am Hippodromtheater in Malmö, wo er 1930 debütierte. Schon früh erkannte er seine natürliche Begabung für Tanz, Akrobatik und Komik, ein Talent, das er unter seiner langen Berufskarriere gut gebrauchen konnte. 1934 kam Nils Poppe zum Folkets Hus-Theater in Stockholm, hier wurde er schnell bekannt und populär. Besonders seine Charlie-Chaplin-Parodie war sehr beliebt und brachte ihm den Titel „der schwedische Chaplin“ ein. Ähnlichkeiten mit Chaplin waren unübersehbar, jedoch entwickelte Poppe bald seinen eigenen Stil. Einen seiner großen Theatererfolge hatte Poppe 1947 mit dem Musical Lorden från gränden (Originaltitel: Me and My Girl), das er über tausend Mal in verschiedenen Fassungen und an verschiedenen Bühnen in Schweden, Dänemark und Finnland aufführte.

## Filmkarriere
Nils Poppes Filmdebüt kam 1937 mit einer Nebenrolle, dann folgten einige Filmlustspiele und schon 1940 war Poppe einer der führenden Filmkomiker Schwedens. 1948 wurde die Filmfigur Fabian Bom geboren. Sie sollte Poppes  beliebteste Filmrolle werden, für die er auch das Manuskript schrieb.  Der Film Soldat Bom von 1948 (wobei Bom eine Anspielung auf das schwedische Wort „bom“ – Fehl-Schuss – ist) wurde ein Riesenerfolg und lief 48 Wochen lang in den Stockholmer Kinos. Es wurden insgesamt sieben so genannte Bom-Filme gedreht, die auch in Deutschland populär wurden, unter ihnen Schütze Bumm in Nöten.
Der Komödiant Poppe wirkte auch in zwei Bergmanfilmen mit, in Das siebente Siegel von 1957 als Jof der Gaukler und in Das Teufelsauge von 1960 als Pastor. Hier spielte er erfolgreich ernsthafte Rollen, was man ihm nicht zugetraut hatte.

## Das Fredriksdals-Theater
1966 übernahm Nils Poppe das Freilichttheater Fredriksdalsteatern in Helsingborg. Mit Operetten wie Charleys Tante, Im weißen Rößl und Der Fiedler auf dem Dach wurde das Fredriksdals-Theater schnell ein Publikumsmagnet. Jeden Sommer wollten alle den beliebten Nils Poppe sehen, egal ob die Sonne schien oder es regnete. Als das schwedische Fernsehen damit anfing, die Sommer-Vorstellungen aufzuzeichnen und sie im Winter auszustrahlen, stiegen die Zuschauerzahlen noch mehr an. Nun war Poppe Theaterdirektor, Produzent, Regisseur und Schauspieler. 1993, im hohen Alter von 85 Jahren, gab er seine Abschiedsvorstellung, danach übernahm seine Kollegin Eva Rydberg das Theater, um es im Sinne Poppes weiterzuführen.

## Filmografie (Auswahl)
- 1957: Das siebente Siegel (Det sjunde inseglet)